# Jean-Baptiste-Claude Robin
Pour les articles homonymes, voir Robin.
Jean-Baptiste-Claude Robin (né à Paris le 24 juillet 1734, mort à Choussy le 23 novembre 1818) est un artiste peintre français principalement actif sous le règne de Louis XVI et la période révolutionnaire. 

## Biographie
Il est le fils de Joseph Robin, marchand de vin en gros installé à l'angle de la rue Montmartre et de la rue Tiquetonne. Il a cinq frères et sœurs, dont Marie Elisabeth Robin, dite sœur Victoire, supérieure de l'hôpital de la Salpêtrière de 1776 à 1790, et Joseph Pierre Robin, curé de Pecqueux décédé en octobre 1784 (hameau de Montereau sur le Jard). 
Jean Robin entre dans l'atelier du peintre Gabriel-François Doyen dès 1758. Agréé à l'Académie royale le 25 avril 1772 (il ne sera jamais reçu académicien), il débute alors une carrière de décorateur, de peintre de scènes religieuses, et de portraitiste. Il expose au Salon du Louvre entre 1773 et 1798. 
Dès 1773, Robin présente au Salon un monumental Saint Pierre dans Jérusalem, guérit les malades de son ombre (Lisieux, cathédrale Saint-Pierre), avec lequel il avait été agréé à l'Académie. Il réalise de très nombreux tableaux d'églises par la suite : au même Salon de 1773, il expose un grand Christ mort destiné à une église d'Orléans, tandis que Le Christ répandant sur le globe la lumière de la foi sur les Apôtres (Blois, église Saint-Nicolas) peint pour le séminaire de Blois est exposé en 1783. Dans les mêmes années, il peint les figures de saint Joseph et de sainte Angèle pour le couvent parisien des Ursulines, et peint les quatre évangélistes pour le transept du couvent des Petits-Pères. Vers 1775, il peint deux compositions représentant saint Nicolas et saint Jean pour compléter le maître-autel de l'église parisienne de Saint-Nicolas-des-Champs (toujours in situ). Au Salon de 1781, le peintre expose une Transfiguration ovale, destinée à remplacer (avec une série d'autres peintures commandées aux meilleurs peintres du temps) la composition de même sujet peinte par Martin Fréminet au début du XVIIe siècle pour la chapelle de la Trinité au château de Fontainebleau, et qui était très dégradée. Il peint aussi en 1781 quelques fresques pour l'abbaye Saint-Victor. Il reçoit avant 1787 une commande de neuf tableaux sur la vie de saint Louis, destinés à orner la cathédrale de Blois : seuls quatre tableaux seront exécutés, dont trois (Saint Louis aborde en Égypte, Saint Louis pensant les blessés à Acre, et La Fermeté de saint Louis) seront détruits en 1791. Le quatrième, Saint Louis rendant la justice à Vincennes, est encore conservé au musée des Beaux-Arts de Blois.
Robin se distingue également comme un ambitieux peintre d'histoire : dès le Salon de 1775, le peintre présente une monumentale peinture mythologique, La Fureur d'Atys. En 1779, la Ville de Paris lui commande une grande composition représentant le Rétablissement du Parlement et la remise des droits du joyeux avènement à la couronne, qui est présenté au Salon la même année.
À partir de 1777, il est dit agréé des académies des Arcades de Rome et de l’Institut de Bologne. 

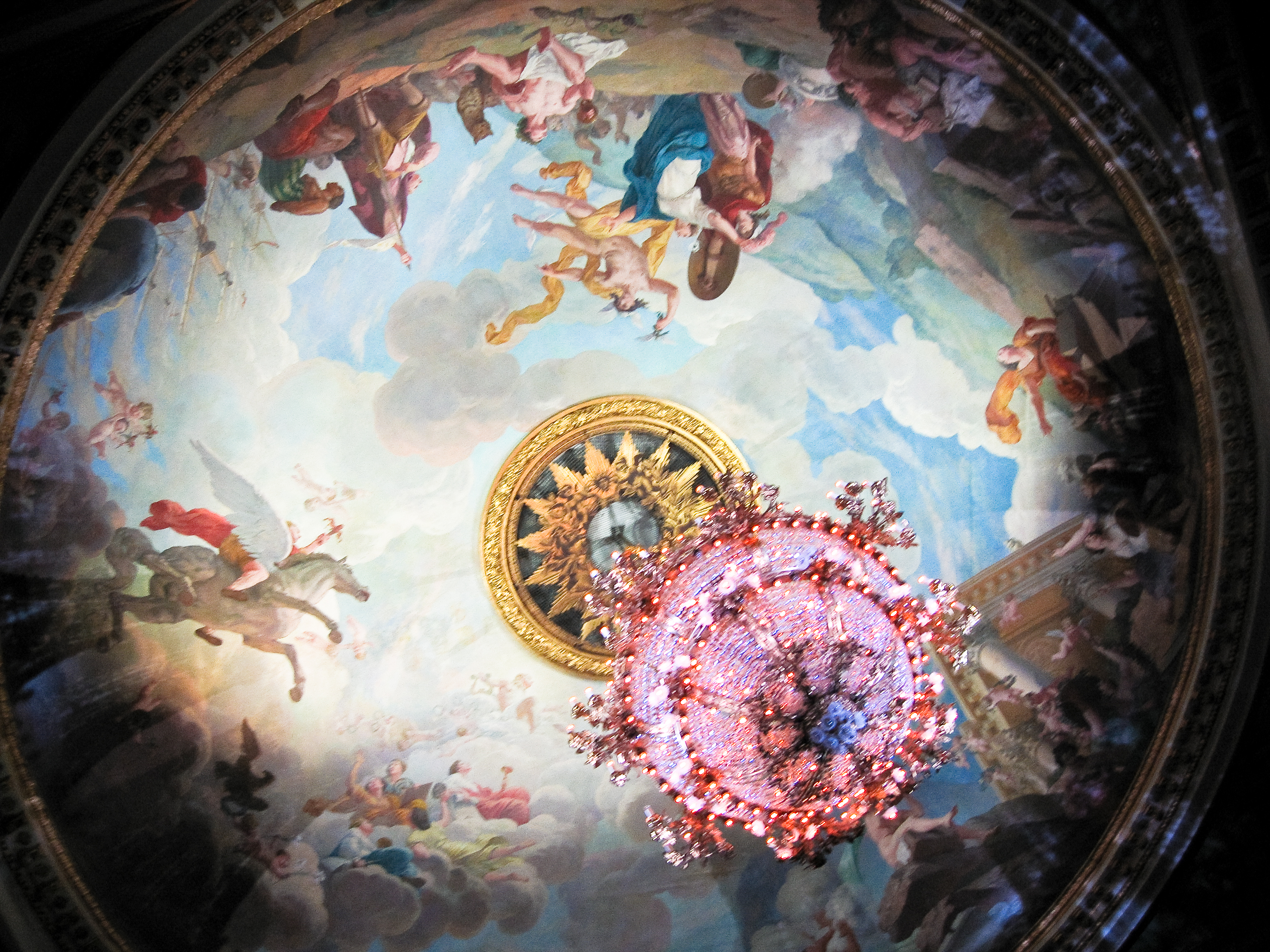
Plafond de la salle du Grand Théâtre de Bordeaux. Déterioré dès le début du XIXe siècle, le plafond a été en grande partie repeint par François-Maurice Roganeau en 1917.

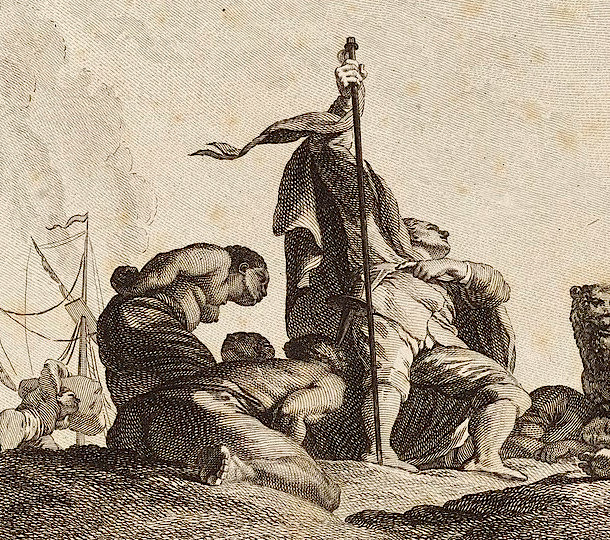
Détail de la gravure de Le Mire (1782) montrant des Noirs réduit en esclavage, écho au rôle de Bordeaux, comme 3e port négrier du royaume.

Son œuvre majeure reste le plafond peint pour la salle de spectacle du Grand Théâtre de Bordeaux. Commandé à l'artiste dès 1774 grâce à la protection du maréchal-duc de Mouchy dont il avait portraituré les enfants. Soucieux d'intégrer tout son talent à une œuvre aux dimensions monumentales (l'une des plus vastes compositions plafonnantes depuis celle du Salon d'Hercule de Versailles, par François Lemoyne), le peintre part pour l'Italie le 15 avril 1775, résidant à Rome puis à Venise, jusqu'en octobre 1776, afin d'étudier les compositions à fresque des grands maîtres. Il se rend ensuite à Bordeaux dès le 5 janvier 1777 pour réaliser le plafond de la Salle de spectacle, et les écoinçons. Le travail est achevé en juillet de la même année, et le peintre regagne Paris en août. Le plafond avait fait l'objet d'un modello préparatoire que le peintre présente au Salon l'année suivante. En 1779, la ville entreprend de faire graver la composition, et le peintre choisit le graveur Noël Le Mire. Pour l'ensemble de ce travail, Robin reçut la somme de 30 400 livres.
Aussitôt, le succès est total, et le peintre reçoit par la suite plusieurs commandes de plafond : il peint un plafond de l'hôtel de Montholon sur le thème de La Justice écartant les Vices dont l'esquisse est exposée au Salon de 1783, et réalise Les merveilles du Ciel pour un plafond des magasins de cristaux de Montcenis. On lui doit par ailleurs un traité (non daté) sur la peinture à fresque. 

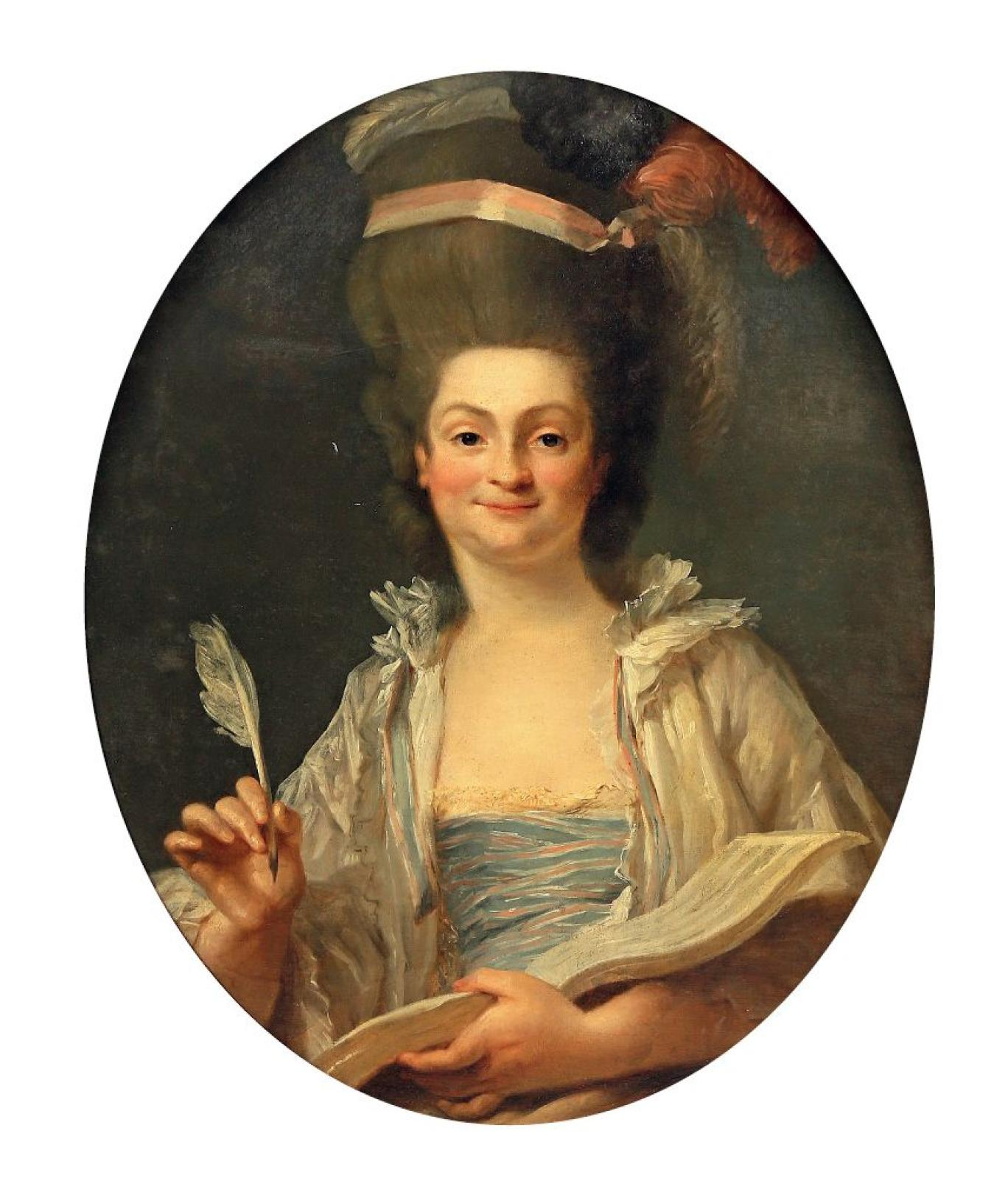
Portrait de Madame Louis étudiant une partition de musique, Salon de 1777, collection particulière.

Jean-Baptiste-Claude Robin est aussi un important peintre de portraits. Dès le début de sa carrière, il reçoit de nombreuses commandes, qui sont régulièrement présentées au Salon du Louvre, jusqu'à la Révolution. Au Salon de 1775, il présente le Portrait des enfants du maréchal de Mouchy, son protecteur, destiné au cabinet de Madame la Maréchale. En 1777, il peint le portrait de Madame Louis, épouse de Victor Louis, l'architecte du Grand Théâtre de Bordeaux. Il peint également des portraits d'ecclésiastiques : le portrait de l'évêque de Dijon (1779), celui de l'abbé Rousselet (1785, Paris, église Saint-Etienne-du-Mont), et des portraits de ses familiers : il présente au Salon de 1785 un portrait de l'intendant Dupré de Saint-Maur, puis en 1787 un portrait du comte de Lally-Tollendal (musée de la Révolution française). Il est aussi protégé par la comtesse de Turpin qui lui achète quelques tableaux en 1784. 
À partir de 1785, il s'affiche au Salon en tant que « censeur royal », en même temps que Cochin, pour les ouvrages ayant trait à la peinture, à la sculpture, et aux gravures. Cette position lui attira de nombreuses rancœurs. Denis Diderot critiqua fermement ses travaux lors des Salons de 1775 et 1781. Et Robin ne put jamais devenir académicien, en dépit d'un mémoire adressé à Joseph-Marie Vien en mars 1790.
À la fin de sa vie, il semble se tourner plutôt vers la peinture de genre : lors de son dernier Salon, en 1798, il présente un Petit accapareur, un Château de cartes, et une esquisse tirée de la Jérusalem délivrée du Tasse. Le musée des Arts décoratifs conserve de lui un tableau de fleurs.
En 1793, il épouse en secondes noces la veuve de M. Perronneau, et se retire dans la commune de Chailles.
En février 2024, son tableau Jésus Christ répandant sur le globe du monde les lumières de la foi par le ministère de ses apôtres  (Salon de 1783), est restauré et rétabli dans l'église Saint-Nicolas de Blois.

## Œuvre

### Collections publiques
- Portrait présumé du flûtiste François Devienne, huile sur toile, 1792, musées royaux des Beaux-Arts de Belgique.

### Publications
- [anonym.] L'Ami des artistes au Sallon par l'A. R., Paris, chez L'Esclapart, Libraire de Monsieur, Frère du Roi, 1787 — sur Gallica.
- [article] « Fresque » et « plafond », in: Pierre-Charles Levesque (dir.), Dictionnaire des beaux-arts de l'Encyclopédie Méthodique, Paris, Panckoucke, 1788.
- Mémoire au Roi, par les membres de l'académie royale de peinture, sculpture, gravure, pour le rétablissement de leur académie, cosigné avec Le Barbier l'aîné et Deseine[Lequel ?], Paris, impr. de Fain, [mars 1790][14].
- Éloge de M. Falconet, sculpteur par M. Robin, peintre, Paris, Onfroy, 1791 — publié dans le Tribut de la Société nationale des Neuf Sœurs.[15]
- Plan pour la formation d'une société des arts du dessin à Paris, Paris, [1791].
- De la Peinture à fresque, par M. Robin, Paris, impr. de H.-L. Perronneau, s. d.